# Albiorix (satèl·lit)
Albiorix és un satèl·lit irregular de Saturn. Va ser descobert per Holman, et al. el 2000, i se li va donar la designació temporal S/2000 S 11.

Albiorix és el membre més gran del grup Gallic de satèl·lits irregulars.
Va ser anomenat l'agost del 2003 en honor d'Albiorix, un gegant considerat el rei del món. El nom es coneix gràcies a una inscripció que es troba a prop del poble francès de Sablet que l'identifica amb el déu romà Mart.

Grups de satèl·lits irregulars prògrads de Saturn: Gallic (vermell) i Inuit (blau)

Albiorix orbita a Saturn a una distància d'uns 16 Gm i s'estima que el seu diàmetre és de 32 quilòmetres, assumint una albedo de 0,04.
El diagrama il·lustra l'òrbita amb relació a altres satèl·lits irregulars de Saturn. L'excentricitat de les òrbites es representa amb els segments grocs.
Donada la semblança dels elements orbitals i homogeneïtat de les característiques físiques amb els altres membres del grup, s'ha suggerit que aquests satèl·lits podrien tenir un origen comú després del trencament d'un satèl·lit més gros.